# جیمی بنفیلد
جیمی بنفیلد (انگلیسی: Jimmy Benefield؛ زادهٔ ۶ مهٔ ۱۹۸۳) بازیکن فوتبال اهل بریتانیا است.
از باشگاه‌هایی که در آن بازی کرده‌است می‌توان به باشگاه فوتبال تورکی یونایتد و باشگاه فوتبال بث سیتی اشاره کرد.